# Moe Herscovitch
Moe Herscovitch (n. 27 octombrie 1897, Montréal, provincia Québec, Canada – d. 22 iulie 1969, Montréal, provincia Québec, Canada) a fost un boxer ce a reprezentat Canada, medaliat olimpic. A participat la o ediție a Jocurilor Olimpice (1920) în care a câștigat o medalie de bronz.

## Participări
Lista de mai jos prezintă principalele competiții la care a participat Moe Herscovitch de-a lungul carierei.
- boxing at the 1920 Summer Olympics – middleweight[*]